# National Ice Centre

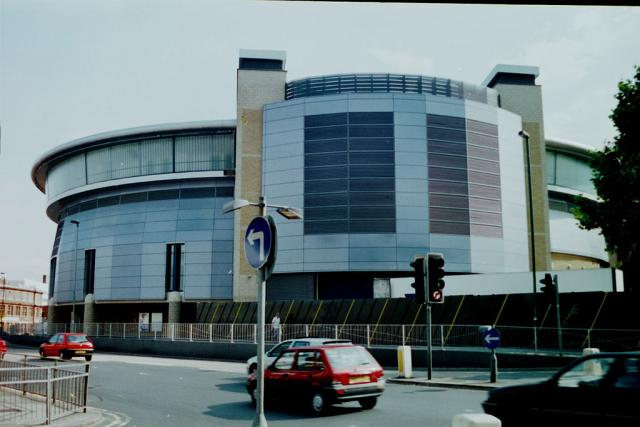
Vue du National Ice Centre en 2001.

Le National Ice Centre est un équipement sportif de Nottingham, en Angleterre.